# جیمز مکبرید
جیمز مکبرید (انگلیسی: James McBride; ۳۰ دسامبر ۱۸۷۳ – ۲۵ مهٔ ۱۸۹۹) بازیکن فوتبال اهل بریتانیا بود.
از باشگاه‌هایی که در آن بازی کرده‌است می‌توان به باشگاه فوتبال منچستر سیتی و باشگاه فوتبال لیورپول اشاره کرد.
وی همچنین در تیم ملی فوتبال اسکاتلند بازی کرده‌است.